# Grande Prêmio da Espanha de 2007
Resultados do Grande Prêmio da Espanha de Fórmula 1 realizado em Barcelona em 13 de maio de 2007. Quarta etapa do campeonato, foi vencido pelo brasileiro Felipe Massa, da Ferrari, que subiu ao pódio ladeado por Lewis Hamilton e Fernando Alonso, pilotos da McLaren-Mercedes.

## Resumo
- Prova realizada às 9h (13h locais em Barcelona) ao vivo pela Rede Globo, foi interrompida para a transmissão da Visita de Bento XVI ao Brasil e após o fim de uma missa na Catedral de Aparecida, foi exibido um compacto da prova.[3][4]
- Primeira vitória brasileira em Barcelona e a primeira em solo espanhol desde Ayrton Senna pela McLaren-Honda no Grande Prêmio da Espanha de 1989 em Jerez.[5]
- Takuma Sato marcou o primeiro ponto da equipe Super Aguri.[6]

## Classificação da prova

### Treinos classificatórios
| Pos.   | Nº | Piloto               | Equipe             | Q1        | Q2        | Q3       | Grid |
| ------ | -- | -------------------- | ------------------ | --------- | --------- | -------- | ---- |
| 1      | 5  | Felipe Massa         | Ferrari            | 1:21.375  | 1:20.597  | 1:21.421 | 1    |
| 2      | 1  | Fernando Alonso      | McLaren-Mercedes   | 1:21.609  | 1:20.797  | 1:21.451 | 2    |
| 3      | 6  | Kimi Räikkönen       | Ferrari            | 1:21.802  | 1:20.741  | 1:21.723 | 3    |
| 4      | 2  | Lewis Hamilton       | McLaren-Mercedes   | 1:21.120  | 1:20.713  | 1:21.785 | 4    |
| 5      | 10 | Robert Kubica        | BMW Sauber         | 1:21.941  | 1:21.381  | 1:22.253 | 5    |
| 6      | 12 | Jarno Trulli         | Toyota             | 1:22.501  | 1:21.554  | 1:22.324 | 6    |
| 7      | 9  | Nick Heidfeld        | BMW Sauber         | 1:21.625  | 1:21.113  | 1:22.389 | 7    |
| 8      | 4  | Heikki Kovalainen    | Renault            | 1:21.790  | 1:21.623  | 1:22.568 | 8    |
| 9      | 14 | David Coulthard      | Red Bull-Renault   | 1:22.491  | 1:21.488  | 1:22.749 | 9    |
| 10     | 3  | Giancarlo Fisichella | Renault            | 1:22.064  | 1:21.677  | 1:22.881 | 10   |
| 11     | 16 | Nico Rosberg         | Williams-Toyota    | 1:21.943  | 1:21.968  |          | 11   |
| 12     | 8  | Rubens Barrichello   | Honda              | 1:22.502  | 1:22.097  |          | 12   |
| 13     | 22 | Takuma Sato          | Super Aguri-Honda  | 1:22.090  | 1:22.115  |          | 13   |
| 14     | 7  | Jenson Button        | Honda              | 1:22.503  | 1:22.120  |          | 14   |
| 15     | 23 | Anthony Davidson     | Super Aguri-Honda  | 1:22.295  | sem tempo |          | 15   |
| 16     | 18 | Vitantonio Liuzzi    | Toro Rosso-Ferrari | 1:22.508  | sem tempo |          | 16   |
| 17     | 11 | Ralf Schumacher      | Toyota             | 1:22.666  |           |          | 17   |
| 18     | 17 | Alexander Wurz       | Williams-Toyota    | 1:22.769  |           |          | 18   |
| 19     | 15 | Mark Webber          | Red Bull-Renault   | 1:23.398  |           |          | 19   |
| 20     | 20 | Adrian Sutil         | Spyker-Ferrari     | 1:23.811  |           |          | 20   |
| 21     | 21 | Christijan Albers    | Spyker-Ferrari     | 1:23.990  |           |          | 21   |
| 22     | 19 | Scott Speed          | Toro Rosso-Ferrari | sem tempo |           |          | 22   |
| Fonte: |    |                      |                    |           |           |          |      |

### Corrida
| Pos.   | Nº | Piloto               | Construtor         | Voltas | Tempo/Diferença        | Grid | Pontos |
| ------ | -- | -------------------- | ------------------ | ------ | ---------------------- | ---- | ------ |
| 1      | 5  | Felipe Massa         | Ferrari            | 65     | 1:31:36.230            | 1    | 10     |
| 2      | 2  | Lewis Hamilton       | McLaren-Mercedes   | 65     | + 6.790                | 4    | 8      |
| 3      | 1  | Fernando Alonso      | McLaren-Mercedes   | 65     | + 17.456               | 2    | 6      |
| 4      | 10 | Robert Kubica        | BMW Sauber         | 65     | + 31.615               | 5    | 5      |
| 5      | 14 | David Coulthard      | Red Bull-Renault   | 65     | + 58.331               | 9    | 4      |
| 6      | 16 | Nico Rosberg         | Williams-Toyota    | 65     | + 59.538               | 11   | 3      |
| 7      | 4  | Heikki Kovalainen    | Renault            | 65     | + 1:02.128             | 8    | 2      |
| 8      | 22 | Takuma Sato          | Super Aguri-Honda  | 64     | + 1 volta              | 13   | 1      |
| 9      | 3  | Giancarlo Fisichella | Renault            | 64     | + 1 volta              | 10   |        |
| 10     | 8  | Rubens Barrichello   | Honda              | 64     | + 1 volta              | 12   |        |
| 11     | 23 | Anthony Davidson     | Super Aguri-Honda  | 64     | + 1 volta              | 15   |        |
| 12     | 7  | Jenson Button        | Honda              | 64     | + 1 volta              | 14   |        |
| 13     | 20 | Adrian Sutil         | Spyker-Ferrari     | 63     | + 2 voltas             | 20   |        |
| 14     | 21 | Christijan Albers    | Spyker-Ferrari     | 63     | + 2 voltas             | 21   |        |
| Ret    | 9  | Nick Heidfeld        | BMW Sauber         | 46     | Câmbio                 | 7    |        |
| Ret    | 11 | Ralf Schumacher      | Toyota             | 44     | Falha mecânica         | 17   |        |
| Ret    | 18 | Vitantonio Liuzzi    | Toro Rosso-Ferrari | 19     | Pane hidráulica        | 16   |        |
| Ret    | 19 | Scott Speed          | Toro Rosso-Ferrari | 9      | Pneus                  | 22   |        |
| Ret    | 6  | Kimi Räikkönen       | Ferrari            | 9      | Pane elétrica          | 3    |        |
| Ret    | 12 | Jarno Trulli         | Toyota             | 8      | Pressão do combustível | 6    |        |
| Ret    | 15 | Mark Webber          | Red Bull-Renault   | 7      | Pane hidráulica        | 19   |        |
| Ret    | 17 | Alexander Wurz       | Williams-Toyota    | 1      | Colisão                | 18   |        |
| Fonte: |    |                      |                    |        |                        |      |        |

## Tabela do campeonato após a corrida
| Pos.   | Piloto          | Pontos |
| ------ | --------------- | ------ |
| 1      | Lewis Hamilton  | 30     |
| 2      | Fernando Alonso | 28     |
| 3      | Felipe Massa    | 27     |
| 4      | Kimi Räikkönen  | 22     |
| 5      | Nick Heidfeld   | 15     |
| Fonte: |                 |        |

| Pos.   | Construtor       | Pontos |
| ------ | ---------------- | ------ |
| 1      | McLaren–Mercedes | 58     |
| 2      | Ferrari          | 49     |
| 3      | BMW Sauber       | 23     |
| 4      | Renault          | 11     |
| 5      | Williams-Toyota  | 5      |
| Fonte: |                  |        |

- Nota: Somente as primeiras cinco posições estão listadas.